# Lorenzina de Médici
Lorenzina de Médici (Venecia, c. 1547 - Roma, c. 1590) fue un hija ilegítima de Lorenzino de Médici y su amante Elena Barozzi.

## Biografía
Lorenzina fue la hija ilegítima de Lorenzino di Pierfrancesco el joven y su amante Elena Barozzi.  Su padre fue asesinado mientras se encontraba en Venecia; en permanente fuga por toda Europa tras asesinar al Duque Alejandro de Médici.
Después de la muerte de su padre, Lorenzina creció junto a familiares maternos.
Se casó con el viudo noble romano Julio Colonna con quien no tuvo hijos. Al parecer murió al después tiempo de contraer nupcias ya que hay registros que Julio se casó por tercera vez al poco tiempo.